# (3786) Yamada
(3786) Yamada (1988 AE) – planetoida z grupy pasa głównego asteroid okrążająca Słońce w ciągu 4,08 lat w średniej odległości 2,55 j.a. Odkrył ją Takuo Kojima 10 stycznia 1988 roku. Nazwana na cześć japońskiego inżyniera Sakao Yamady.